# Blogger
Blogger е система за блогове, комбинация от софтуер и услуга за създаването, поддържането и хостването на такива. Създадена е от Pyra Labs, която по-късно е закупена от Google през 2003 г.

## История
Blogger е разработен от Pyra Labs през август 1999 г. Той става една от първите софтуерни системи за блогове, като спомага за по-нататъшното им популяризиране. През февруари 2003 г. Pyra Labs е закупена от Google. След като придобива пълния контрол над компанията, Google прави Blogger напълно безплатен.
Две обновявания на софтуера се правят през август и декември 2006 г. През май 2007 г. Blogger изцяло е преместен на сървърите на Google.
През 2010 г. сайтът е обновен и са добавени нови шаблони.